# Promachus cypricus
Promachus cypricus là một loài ruồi trong họ Asilidae. Promachus cypricus được Rondani miêu tả năm 1856. Loài này phân bố ở vùng Cổ Bắc giới.